# Septicmen
A Septicmen thrash metal együttes Várpalotán alakult 1992-ben. A Metallica/Slayer/Kreator stílusában alkotó csapat 2000-ben jutott el első nagylemeze kiadásáig, amit további négy követett egészen 2012-ig. A legtöbb elismerést a 2009-ben megjelent Transit című albumuk után kapták. Folyamatos tagcserék mellett az alapító tagok közül egyedül a gitáros/énekes Korcsmár Gyula maradt mindvégig a zenekarban.

## Története
1992 ás 1995 között Septic Men néven működtek és adtak ki két demofelvételt. Két év szünet után 1998-ban indult újra a zenekar, akkor már Septicmen formában használva a nevet. A következő év tavaszán a Neck Sprain lemezbemutató turnéjának előzenekara voltak. 2000-ben vették fel első nagylemezüket Dogma címmel, amit a Nephilim Records adott ki az év végén. A következő album dalait már 2002-ben rögzítették, de előbb a Nephilim csődje, majd egy görög kiadóval történt sikertelen kísérlet után végül csak 2004-ben jelent meg az Origo saját kiadásukban és a Hammer Music terjesztésében. A bemutatkozó albumtól eltérően a kettes lemez dalaihoz nem magyar, hanem angol nyelvű dalszövegeket írtak. 
A 2007-es Negative című album már a Hammer Musichoz tartozó Edge Records kiadásában jelent meg. Az eredetileg szintén csak angol nyelvűre tervezett lemezre a kiadó kérésének megfelelően magyarul is felénekelte Korcsmár Gyula a dalokat, így az album kétnyelvű lett. A 2009 végén megjelent Transit című negyedik Septicmen-albumra az addig szigorúan a thrash/hardcore metal stílushoz ragaszkodó együttes zenéjébe hard rock/stoner rock elemek is beépültek, és az énektémákban is nagyobb változatosságra törekedett a zenekar. Szinte a teljes következő évet koncertezéssel töltötték, majd a 2011-es évet az új album megírásával és felvételeivel töltötték. 2012 májusában jelent meg az Isolation nagylemez, decemberre pedig a Septicmen megalakulásának 20. évfordulójának megünneplését tervezték, azonban októberben kilépett Garai Tibor gitáros és Németh Róbert dobos, majd a következő év januárjában Szalai "Vernon" Béla is követte őket.
2013-ban Korcsmár Gyulának teljesen újra kellett építeni a Septicment. A ritmusszekciót sikerült hamar stabilizálni, de a második gitáros személye többször változott, végül 2014 szeptemberétől trió felállásban működött tovább a zenekar. 2013 és 2015 között saját kiadásban négy EP-t adtak ki a zenekar hivatalos honlapjáról ingyenesen letölthető formában. 2017-ben egy új nagylemezen dolgoztak, aminek a megjelenése azóta is várat magára.

## Tagok
- Korcsmár Gyula – gitár, ének
- Frank Máté – basszusgitár
- Eszes Imre – dobok

## Diszkográfia
Stúdióalbumok
- Dogma (2000)
- Origo (2004)
- Negative (2007)
- Transit (2009)
- Isolation (2012)

EP-k
- Central (2005)
- Axioma (2013)
- Paranoia (2014)
- Glamorama (2014)
- Insomnia (2015)

Demók
- Demo '93
- Menekülők csapdák között (1995)
- Szeptember (1998)

## Videoklipek
- Taste of Death, 2003
- Colors, 2008
- Black Room, 2010
- Perfect Trend, 2011
- Human Box, 2012
- Dark Side, 2013
- Liar, 2014